# 25986 Sunanda
25986 Sunanda è un asteroide della fascia principale. Scoperto nel 2001, presenta un'orbita caratterizzata da un semiasse maggiore pari a 2,4223147 UA e da un'eccentricità di 0,0936527, inclinata di 6,29469° rispetto all'eclittica.